# Sonnets from the Portuguese
Sonnets from the Portuguese è una raccolta poetica della poetessa inglese Elizabeth Barrett Browning composta da 44 sonetti scritti in blank verse pubblicati nel 1850 e per la maggior parte dedicati al marito, il poeta decadentista Robert Browning.
L'opera poetica, di matrice profondamente romantica e simbolista, si distingue per aulicità e grande sentimentalismo.
L'originalità poetica della scrittrice è notevole attraverso i versi introduttivi di ogni sonetto: avverbi come what, when, how, frasi interrogative quali is it indeed so?, risposte affermative (yes), uso di congiuntivi e altro (with, yet, and, and yet); infine il reiterarsi di frasi esclamative, che danno vita ad una scrittura in cui il soggetto è sempre autobiografico (I) e il rapporto di complicità che si instaura tra lo scrittore e il destinatario della sua cantica è da identificarsi con l'utilizzo del pronome personale Thou, thee.
How do I love thee? Let me count the ways, è così che si apre il componimento numero 43 dedicato al suo caro "Beloved", l'amato poeta Browning, aggettivo qualificativo e possessivo questo che ricorre spesso all'interno della raccolta e che è diretto ad una idea di amore quotidiano, libero, fisico e mentale frutto di studi, di pensieri rivolti a Teocrito, o semplicemente all'osservazione delle bellezze italiane (come ad esempio Il Ponte di Rialto).

## Citazioni in altre opere
- Nella serie televisiva Buffy l'ammazzavampiri, nell'episodio Compleanno di Terrore (03x12), Angel regala a Buffy una copia del libro per il suo diciottesimo compleanno.
- Nella serie televisiva La Casa nella Prateria il personaggio di Albert legge alla sorella Mary una sua poesia, per cercare di distrarla dalla morte del figlio in un incendio.